# Seeland (eiland)
Seeland (Deens: Sjælland, ongeveer uitgesproken als sjél-lèn) is het grootste eiland van Denemarken. Het ligt tussen het Deense eiland Funen en de Zuid-Zweedse regio Schonen en wordt met deze regio's verbonden door de Grote Beltbrug en de Sontbrug. Meer dan 2 miljoen van de 5,4 miljoen Denen wonen op Seeland. Het grootste deel van de Deense hoofdstad Kopenhagen ligt aan de noordoostkant van dit eiland (een deel van Kopenhagen ligt op het dichtbijgelegen eiland Amager). Andere bekende steden op Seeland zijn Helsingør, Hillerød, Næstved, Roskilde en Slagelse.
Bestuurlijk gezien bestaat het eiland uit twee regio's: Seeland en Hoofdstad.  Het hoogste punt is Gyldenløves Høj (126 m). In de 17e eeuw is dit punt iets opgehoogd. Het hoogste natuurlijke punt is Kobanke (122,9 m) nabij Rønnede.

## Etymologie
De oudste datering van de geografische naam Sjælland gaat terug tot eind 9e eeuw, toen het in het Oudengels Sillende werd genoemd. In de 10e eeuw vinden we de vorm Selund in het IJslands en in de 11e eeuw vinden we de vormen Selon en Selant in het Latijn.
De naam van het eiland gaat terug op een Ouddeens woord dat ofwel "zeehond" (sæl zonder j in modern Deens) ofwel "inham", "fjord" betekent. Het woord werd echter al vroeg verward met het Ouddeense woord sjø, dat "zee" of "meer" betekende, vandaar dat de poëtische vorm van Sjælland ook wel Sjøland is.
In de proza-Edda wordt het eiland Selund genoemd in het Oudnoords of IJslands. Volgens de legende zou het door Gefjun uit Zweden zijn weggerukt, waar het meer Lögr (Mälarmeer) ontstond, want "de baaien daar hebben de vorm van de landtongen in Selund".

## Bron
Bent Jørgensen, Dansk Stednavneleksikon. Øerne øst for Storebælt, Gyldendal, Kopenhagen, 1981.